# Erdgasfeld
Als Erdgasfeld wird eine Erdgas-Lagerstätte in porösen Sedimentschichten der Erdkruste bezeichnet, die wirtschaftlich nutzbar ist oder aus der bereits Gas gefördert wird. Zum Großteil entstehen sie aus Meeresablagerungen von Randmeeren, in Mitteleuropa z. B. aus dem sogenannten Zechsteinmeer oder den Spätphasen des Tethysmeeres.

Erdöl- und Erdgasfelder im griechischen Schelf bei Kavala-Thasos

Erdgasfelder setzen die Existenz genügend poröser Sedimente voraus, die als Speichergestein für die Gase und meist auch für andere Kohlenwasserstoffe wie Erdöl dienen können. Die großteils biogenen Gase sammeln sich in Poren oder Klüften unterhalb einer luftundurchlässigen Schicht. An Lagerungstypen unterscheidet man sattelförmige Aufwölbungen unter einer abdichtenden Schicht oder schrägliegende Lagerstätten mit Abdichtung an übergreifenden Schichten, an Salzstockflanken oder an Abschiebungen.
Öl- oder gashöffige Gebiete werden zunächst durch geologische und geophysikalische Exploration vorerkundet, später folgen Probebohrungen und bei deren Erfolg die Förderbohrung. Die Förderung an die Erdoberfläche erfolgt durch den Gasdruck oder (seltener) durch Einpressen von Salzwasser in den Untergrund.

## Entstehung der Lagerstätten
Erdgas entsteht durch ähnliche Vorgänge wie Erdöl, aber häufiger als dieses, und geht auf biogene Ablagerungen warmer Erdzeitalter zurück. Wenn es mit Erdöl zusammen auftritt, ist es in diesem gelöst oder lagert darüber. Es bildet sich unter hohem Druck und Temperatur aus dem Faulschlamm abgestorbener Mikroorganismen der Meere, vor allem aus planktonischen Algen, sofern sie bei weitgehender Abwesenheit von freiem Sauerstoff abgelagert und nachfolgend von weiteren Sedimenten überdeckt werden. Infolge tektonischer Vorgänge oder einfacher sedimentärer Auflast sowie ihres Eigenauftriebs können diese Gase in poröse Gesteine migrieren und sich unter abdichtenden Schichten sammeln. Größere Erdgasmengen sind auch vor Ort (ohne wesentliche Migration) durch bakterielle Zersetzung organischer Stoffe entstanden, etwa unter dem Alpenvorland im Jungtertiär (vor ca. 20 Jahrmillionen).
Erdgaslagerstätten sind meist gemischte Kohlenwasserstofffelder, die biogene Gase in variabler Zusammensetzung und oft auch Erdöl enthalten. Letzteres ist kaum allein zu finden, reine Erdgasfelder jedoch oft, weil das Gas infolge der geringeren Dichte leichter migrieren kann.
Hohe Förderquoten erzielen USA, Russland, Kanada, der Iran und Norwegen. Auf diese fünf Staaten entfielen 2008 rund 52 % der Weltförderung von 3.065 Mrd. Kubikmeter. Große Lagerstätten sind auch in einigen GUS-Staaten Zentralasiens (vor allem Turkmenistan), in nördlichen Regionen Sibiriens und an dessen Pazifikküste bei Sachalin, in Ländern des Persischen Golfs wie Saudi-Arabien, Katar und Iran, in Algerien sowie in Südamerika. Die größten europäischen Vorkommen lagern unter der Nordsee: das norwegische Troll-Feld, das niederländische Uithuizen und einige Felder in Richtung England. Neuere Funde wurden u. a. aus Bolivien und der Zentralukraine bekannt, während z. B. jene in Niedersachsen dem Ende entgegengehen.

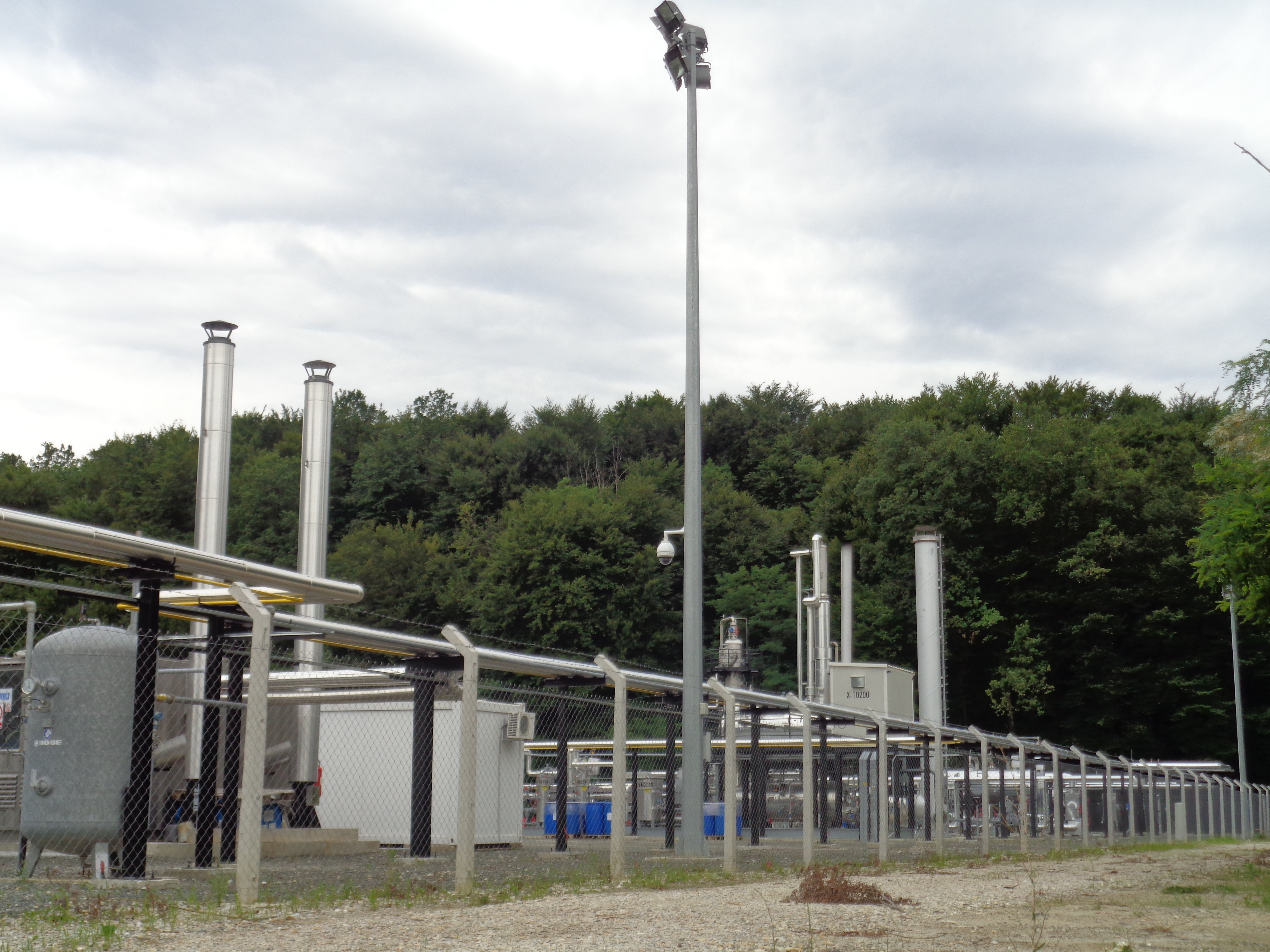
Förderanlage im Erdgasfeld Vučkovec in Nordkroatien

Die weltweit bekannten Erdgasreserven betrugen 2007 laut BGR etwa 180.000 Milliarden m³, was bei gleichbleibend angenommenen Weltverbrauch noch für etwa 60 Jahre reichen würde. An den Reserven hält Russland 26 Prozent, Iran 15 und Katar 14 Prozent, gefolgt von Zentralasien und den USA. Ein Problem bei der Abschätzung der künftigen Gasförderung ist das – im Gegensatz zu Erdölfeldern – plötzliche Nachlassen der Ergiebigkeit, was für einzelne Felder ebenso wie für die Statistik der Weltvorräte gilt.

## Zusammensetzung
Erdgas ist ein Gasgemisch, dessen Zusammensetzung stark vom Fundort abhängt. den größten Teil macht aber immer Methan (Sumpfgas, CH4) aus. Der Anteil höherer Kohlenwasserstoffe wie der Alkane Ethan, Propan, Butan und von Ethen schwankt, ebenso wie von Wasserdampf, Kohlendioxid, kleiner Anteile von Schwefelwasserstoff und reaktionsträger Inertgase (Helium, weitere Edelgase und Stickstoff). Erdgas mit einem höheren Anteil an druckverflüssigbaren Gasen wird nasses Erdgas genannt.
Beispielsweise besteht Nordseegas durchschnittlich aus 89 % Methan und 8 % weiteren Alkanen, wogegen sibirisches Gas 97–99 % Methan enthält. Erdgas vom Typ L wiederum hat einen Gehalt von 11 % Inertgasen.

## Geschichte
Wann die erste Entdeckung von Erdgas erfolgte, ist ungewiss, vermutlich aber schon bei vulkanischen Ereignissen in der Antike. In Europa und den USA geht die gezielte Förderung auf das 19. Jahrhundert zurück. Der erste Fund in Europa erfolgte 1844 in Wien auf dem Areal des Ostbahnhofs. Von größerem Umfang war das 1892 bei Wels (Oberösterreich) bei Brunnenbohrungen gefundene Vorkommen, wo bald aus 150 Bohrlöchern gefördert wurde und bis heute wird.
Größere Förderungsgebiete des frühen 20. Jahrhunderts waren das Wiener Becken, die Gaslagerstätten in Niedersachsen und die großen Felder in Nordamerika (USA und Mexiko), welche die Ausbeute in anderen Regionen bald weit überflügelte. 1938 wurden in Nordamerika ca. 35 Mrd. Normkubikmeter (Nm³) gefördert, in Europa maximal ein Zehntel davon. Im Zweiten Weltkrieg wurde die Förderung in Russland stark gesteigert und betrug 1956 10–11 Mrd. Nm³, jene der USA 260 Milliarden Nm³. Auf Kanada und Italien entfielen 1956 je 4–5, auf Mexiko und Indonesien 3–4 Mrd. Nm³, auf Österreich und Brunei je etwa 1 Mrd. Nm³.
In Deutschland (vor allem Niedersachsen und Oberbayern) war die Förderung zwischen 1975 und 1980 mit bis zu 20 Mrd. Nm³ (1979 20,3) am höchsten, geht aber seither zurück. Die mit heutiger Fördertechnologie gewinnbaren deutschen Erdgasreserven werden auf 218 Milliarden m³ geschätzt, die wirtschaftlich/technisch derzeit nicht förderbaren Ressourcen auf ~200 Milliarden m³. In Österreich liegen sie bei etwa 1 Viertel dieser Werte, in der Schweiz deutlich darunter.